# Miracle (пісня Паули Селінг та Ові)
«Miracle» (укр. «Диво») — пісня Паули Селінг та Ові, з якою вони представляли Румунію на пісенному конкурсі Євробачення 2014 у Копенгагені, Данія. У фіналі конкурсу пісня набрала 72 бали та посіла 12 місце.